# Heinrich Altherr
Heinrich Altherr (født 11. april 1878 i Basel; død 27. april 1947 i Zürich) var en schweizisk maler, der udførte portrætter, vægmalerier og glasmosaik.
Han opholdt sig en periode i 1902 i Rom, 1906-13 var han i Karlsruhe, og i Paris blev han bekendt med den franske impressionisme: værker af Vincent van Gogh, Paul Cézanne og Pierre Puvis de Chavannes.
1913 blev Altherr professor ved Akademie der Bildenden Künste i Stuttgart, var direktør 1919-21 og ledede kompositionsklassen til 1939.
Han udstillede især i 1920'erne: 1923 i Kunsthalle Basel, 1925 på Venedig-biennalen, Stuttgarter Sezession − som han var medgrundlægger af − og hos Deutscher Künstlerbund, men efter 1933 bragte maleriernes stil og indhold ham i konflikt med nationalsocialisterne, og hans billeder blev 1937 erklæret "Entartete Kunst".
1939 vendte Altherr tilbage til Schweiz, hvor han udførte vægfresker på kirkegården 'Friedhof am Hörnli' i Basel-Stadt og i en Kreuzgang (korsgang) hos Staatsarchiv Basel-Stadt.
| - Portrætter - Maleren og vennen Hermann Meyer, 1903 (de) - Selvportræt, 1915 - Musikeren Hermann Suter, 1922 - Wilhelm Schäfer, tysk forfatter, 1930 eller før - Dr. Alfred Dehlinger, 1936 (Württembergs finansminister (de) |

| - Vægfresker på kirkegården Friedhof am Hörnli, Basel-Stadt - Das Jüngste Gericht, 'Dommedag', 1941 - Placering på Friedhof am Hörnli (de) |

| - Vægbilleder hos Staatsarchiv Basel-Stadt - Vægfresker i korsgang, (de) - Vandregang med fresker, Staatsarchiv Basel - Vue langs korsgangen |

| - Der Lichtbringer, 'Lysbringeren' - Der Künder, 'Forkynderen' - Die Wanderer, 'Vandrerne' - Der Unentwegte, Der Künder, 'Den standhaftige, forkynderen' |

| - Andre værker af Heinrich Altherr - Adam og Eva, ca. 1900 - Maleri fra 1900 - Indtoget i Jerusalem, Palmesøndag, 1918 - Alarm, ml. 1928 og 1943 - De skibbrudne, 1928 - Ekstatisk dans, 1929 - Stilleben, tragedie, 1941 - Kriegsfurier, 1942 - Vandrerne, uden år |